# فوق أكسيد الصوديوم
 فائق أكسيد الصوديوم  مركب كيميائي له الصيغة NaO2 ، ويكون على شكل بلورات صفراء. وهو مركب ينتمي لطائفة مركبات الأكاسيد الفائقة.

## الخواص
- يتفكك مركب فائق أكسيد الصوديوم بالتماس مع الماء (تفاعل حلمهة) إلى هيدروكسيد الصوديوم والأكسجين و/أو فوق أكسيد الهيدروجين حسب المعادلات:

4NaO2 + 2H2O → 4NaOH + 3O2
2NaO2 + 2H2O → 2NaOH + H2O2 + O2

## التحضير
يحضر فائق أكسيد الصوديوم من تفاعل بيروكسيد الصوديوم مع الأكسجين عند ضغوط مرتفعة، حيث يتشكل فوق أكسيد الصوديوم أولا، باستمرار التفاعل نحصل على الناتج المطلوب.
Na2O2 + O2 → 2NaO2
كما يمكن أن يحضر من تمرير غاز الأكسجين بحذر على الصوديوم في محلول من الأمونيا.
Na + O2 → NaO2

## اقرأ أيضاً
- أكسيد الصوديوم
- بيروكسيد الصوديوم